# Glen Riddersholm
Glen Riddersholm (Esbjerg, 24 aprile 1972) è un allenatore di calcio danese.

## Palmarès

### Club

#### Competizioni nazionali
- Campionato danese: 1

Midtjylland: 2014-2015
- Coppa di Danimarca: 1

SønderjyskE: 2019-2020